# Таврический егерский корпус
Таврический егерский корпус — отборное егерское формирование лёгкой пехоты (корпус) Русской армии, Вооружённых сил Российской империи, в XVIII веке.
13 октября 1765 года при пехотных полках Лифляндской, Эстляндской, Финляндской и Смоленской дивизий были учреждены егерские команды. 13 ноября 1769 года такие же команды были учреждены и при остальных полках армейской пехоты. 26 мая 1777 года эти команды были отчислены от полков и назначены на сформирование отдельных егерских батальонов, часть которых получила наименование Бугского, Днепровского и Финляндского. 14 января 1785 года из этих батальонов с добавлением к ним Моздокского полевого батальона был сформирован Таврический егерский корпус. Первым командиром корпуса был назначен генерал-майор А. Н. Самойлов.
Таврический егерский корпус в 1794 году участвовал во многих делах с польскими мятежниками.
29 ноября 1796 года Таврический егерский корпус был расформирован и на его основании составлены отдельные 15-й и 16-й егерские батальоны. Впоследствии эти батальоны были переформированы в полки, а после окончательного упразднения номерных егерских полков в 1833 году были присоединены соответственно к Екатеринославскому гренадерскому и Алексопольскому пехотному полкам.
Таврический егерский корпус принимал участие в Крымских походах, русско-турецкой войне 1787—1792 годов (корпусом в это время командовал генерал А. Г. Розенберг), кампании 1794 года в Польше против повстанцев Костюшко и в экспедициях против горцев за Кубанью.